# NGC 5147
NGC 5147 is een balkspiraalstelsel in het sterrenbeeld Maagd. Het hemelobject werd op 24 januari 1784 ontdekt door de Duits-Britse astronoom William Herschel.

## Synoniemen
- UGC 8443
- MCG 0-34-33
- ZWG 16.69
- IRAS 13237+0221
- PGC 47027